# Papiro 77
Il Papiro 77 ({\displaystyle {\mathfrak {p}}}77) è un antico manoscritto del Nuovo Testamento, contenente frammenti del Vangelo secondo Matteo (23:30-39), datato tra la fine del II e gli inizi del III secolo. È conservato presso la Sackler Library (P. Oxy. 2683).
Appartiene probabilmente allo stesso codice di {\displaystyle {\mathfrak {p}}}103.

## Testo
Il testo del codice è rappresentativo del tipo testuale alessandrino ed è stato inserito nella categoria I.
Il testo che più si avvicina a quello di {\displaystyle {\mathfrak {p}}}77 è quello testimoniato dal Codex Sinaiticus.